# 慶元まさ美のここいろ気分in大阪
『慶元まさ美のここいろ気分in大阪』（けいもとまさみのここいろきぶん イン おおさか）は朝日放送ラジオ（ABCラジオ）で放送されている通販番組である。

## 番組概要
パーソナリティー2人が、季節にあった商品やリスナーに向けて様々なライフスタイルに寄り添った商品を紹介するラジオショッピング番組。

## 放送時間
- 日曜日 6:30 - 6:45（JST）
  - 最終週には放送を休止。2023年10月1日までは、年始以外の毎週日曜日の9:45 - 10:00に放送されていた。

## パーソナリティ
- 慶元まさ美
- 井上さゆ梨
  - いずれか1名が休演する場合には、若宮テイ子を代理に立てている。